# Деяния Архелая
Деяния Архелая (лат. Acta Archelai, AA, Act. Arch.) — полемическое антиманихейское произведение, составленное не позднее 340-х годов. По форме представляет вымышленный диспут между Архелаем, христианским епископом города Кархир, и самим основателем манихейства Мани. В конце произведения автором назван некий Гегемоний, о котором более ничего не известно. В настоящее время считается, что оригинальным языком произведений был греческий. Однако в оригинальном виде сочинение не сохранилось, дойдя до нашего времени в обширных цитатах христианского ересиографа Епифания Кипрского. Также «Деяния» стали основой для многих последующих опровержений манихейства.

## Текст и датировка
«Деяния» сохранились в латинском переводе, однако, как показали Конрад Кесслер (1889) и Людвиг Траубе, в сильно отредактированном виде. Часть греческого текста вошла в посвящённую манихейству 66-ю главу ересиологического трактата Епифания Кипрского «Панарион» (вторая половина 370-х годов). Другие греческие авторы сообщают примерно такой же объём информации, что и Епифаний. «Деяния» также использовал церковный историк V века Сократ Схоластик. У писателя X века Севира Асмонинского цитируются части «Деяний», отсутствующие в латинском тексте. Отец церкви Иероним Стридонский в своём сборнике биографий «О знаменитых мужах» высказал мнение, что изначально «Деяния» были написаны на сирийском языке. Этой точки зрения придерживался ещё К. Кесслер, пытавшийся доказать, что некоторые из фраз греческого текста содержат семитицизмы. Ранее, однако, немецкий богослов Юстус Якоби показал (1877), что греческая версия «Деяний» несёт мало следов семитского влияния. Более того, поскольку автор текста выказывает слабое знание сирийской географии и называет язык, на котором говорил Мани, «варварским» и «вавилонским» (тогда как пророк говорил на родственном сирийскому арамейском), в настоящее время «сирийская» версия не очень популярна. Признавая вымышленный характер описанных в «Деяниях» событий, большинство исследователей отдают предпочтение версии о греческом происхождении текста. Точка зрения французского историка Мишеля Тардьё, полагающего, что дебаты имели в действительности место, были проведены на арамейском языке и были затем записаны на греческом, согласно Сэмюэлю Лью, не выражает научный консенсус.
Произведение было впервые издано Лоренцо Закканьи в 1698 году в Риме, после чего неоднократно переиздавалось. В 1903 году Л. Траубе обнаружил ранее неизвестную рукопись, начинающуюся со слов «Thesaurus versus sive disputatio habita in Carcharis civitate Mesopotamiae Archelai episcopi adversus Manen». По предположению Иоханнеса Квастена, это исходное название произведения. В 1906 году вышло критическое латинское издание, подготовленное Чарльзом Бизоном.
Самым ранним автором, явно ссылающимся на «Деяния», является епископ Кирилл Иерусалимский в своём «Шестом катехитическом поучении» (около 350 года), что даёт terminus ante quem датировки произведения. В связи с тем, что «Деяния» не использовал как источник в своих трудах Евсевий Кесарийский, и по причине упоминания в них слова «единосущный» (лат. homoousios), это даёт основания некоторым исследователям отнести текст к периоду после Первого Никейского собора 325 года.

## Содержание
Произведение посвящено первому контакту манихейства с ортодоксальным христианством на территории Римской империи. Латинская версия относит это событие ко времени правления императора Проба (276—282). Согласно Епифанию Кипрскому, это произошло при императоре Галлиене (260—268) (De mensuris et ponderibus). С этим согласен патриарх Фотий, согласно которому события «Деяний» произошли в девятый год совместного правления Валериана и Гиллиена, то есть в 262 году. По мнению Севира Асмонинского, диспут с Мани состоялся на 35 году жизни последнего, что даёт примерно 251 год. Местом диспута в большинстве греческих вариантах назван город Каскар (др.-греч. Κάσχαρ) в южной Месопотамии на границе Римской империи и государства Сасанидов. Согласно Сократу Схоластику, свои сведения о манихействе он прочитал «в сочинении Архелая, епископа Касхары, одного из городов Месопотамии. Архелай говорит, что он сам лично состязался с манихеем и вышеизложенное внес в описание его жизни». Из текста следует, что место встречи было на территории империи, тогда как Кашкар был римским только несколько лет в царствование императора Траяна (98—117). В латинском тексте город назван Каршар (лат. Carchar), и в такой же форме он назван в позднейших коптских текстах (например, у Шенуте) и у Фотия. Это приводит к предположению о городе Карры, впервые высказанном в 1698 году первым издателем «Деяний» Лоренцо Закканьи. Из современных исследователей этой точки зрения придерживались Жан Морис Фие (1968) и Ф. Пеннаккиетти (F. Pennacchietti, 1988). Также название места дебатов созвучно сирийскому слову со значением «город» и, таким образом, этим местом мог быть любой город вдоль сирийской границы.
По мнению М. Тардьё, целью всей истории был приведённый в конце «Деяний» рассказ о происхождении манихейства, который сводится к следующему: в ранний период истории христианской церкви богатый арабский купец Скифиан, женившийся на проститутке из Верхнего Египта, начал проповедовать учение о двух началах. Он написал четыре книги и вступил в спор с главами церкви в Иерусалиме, но умер, выполняя магический трюк. Его имущество и книги попали к его рабу и ученику Теревинфу, который, спасаясь от мести вдовы Скифиана, бежал к персам в Вавилонию. Там он принял имя Будда, нашёл убежище в доме богатой вдовы и начал вести споры с зороастрийцами и митраистами, и тоже умер от магии. Его покровительница купила мальчика-раба по имени Корбикий, который вырос в её доме и которому она завещала своё имущество и книги Скифиана. После этого Корбикий принял имя Мани. Желая преуспеть, Мани тоже занялся магией и решил вылечить дочь шаха персов, однако девушка умерла, после чего Мани был брошен в тюрьму. Оттуда он послал своих учеников проповедовать. Подкупив стражей, Мани бежал, желая достигнуть Римской империи и распространять там своё учение. Через своего ученика Турбона Мани хотел познакомиться с предводителями христиан, в частности с епископом Архелаем. Далее состоялись дебаты — «деяния» епископа Архелая — с Мани. Произведение включает следующие эпизоды:
- описание протагонистов (гл. 1—5);
- утверждения бывшего манихея Турбона об отвергнутой им религии (гл. 7—13);
- первые дебаты между Мани и Архелаем (гл. 14—42);
- вторые дебаты и смерть Мани (гл. 43—66);
- заключительная речь Архелая о Мани и его предшественниках (гл. 67—68).

## Влияние
«Деяния Архелая» были довольно популярны в Римской империи и использовались в антиманихейской полемике как источник якобы оригинальных высказываний Мани. Популярность также была обусловлена гротескным представлением его как еретика и перса, то есть религиозного оппонента, связанного с политическим противником. Начиная с этого произведения сложилась традиция описания «про́клятой Персии». Они являлись, наряду с антиманихейским произведением Тита Бострийского, источником сведений ересиографа IV века Епифания Кипрского, их цитировали в V веке Сократ Схоластик и Феодорит Кирский, в IX веке Пётр Сицилийский и патриарх Фотий. Они оставались основным источником знаний о манихействе до начала систематических исследований этой религии в конце XIX века.

### Издания
- Hegemonius. Acta Archelai / hgg. von Ch. H. Beeson[англ.]. — Leipzig : J. C. Hinrichs'sche Buchhandlung, 1906. — liv, 2, 134 s. — (Griechischen christlichen Schriftsteller der ersten drei Jahrhunderte, 16).
- Acta Archelai / edit. by Mark J. Vermes. — Turnhout : Brepols Publishers, 2001. — xii, 177 p. — (Manichaean Studies, vol. 4). — ISBN 2-503-51156-2.

### Исследования
- Lieu S. N. C. Manichaeism in Mesopotamia & the Roman East. — Leiden—Boston : Brill, 1999. — 325 p. — ISBN 90-04-09742-2.
- Frontiers of Faith : The Christian Encounter with Manichaeism in the Acts of Archelaus / edit. by Jason BeDuhn & Paul Mirecki. — Leiden—Boston : Brill, 2007. — viii, 184 p. — (Nag Hammadi and Manichaean Studies, vol. 61. — ISSN 0929-2470). — ISBN 978-90-04-16180-1.
  - BeDuhn J., Mirecki P. Placing the Acts of Archelai // Frontiers of Faith : The Christian Encounter with Manichaeism in the Acts of Archelaus / edit. by Jason BeDuhn & Paul Mirecki. — Leiden—Boston : Brill, 2007. — P. 1—22. — viii, 184 p. — (Nag Hammadi and Manichaean Studies, vol. 61. — ISSN 0929-2470). — ISBN 978-90-04-16180-1.
- Tardieu M.[англ.]. Archelaus // Encyclopædia Iranica. — London ; New York, 1987. — Vol. II, Fasc. 3. — P. 279—281.
- Хосроев А. Л. История манихейства (Prolegomena). — СПб. : Филологический факультет СПбГУ, 2007. — 480 с. — («Азиатика»). — ISBN 5-8465-0484-1. — ISBN 978-5-8465-0484-4.